# Happy Feet: Tupot małych stóp 2
Happy Feet: Tupot małych stóp 2 (ang. Happy Feet Two) – amerykańsko-australijski film animowany z 2011 roku. Reżyserem produkcji jest George Miller, twórca m.in. cyklu filmu Mad Max oraz Babe: Świnka w mieście. Produkcja z australijskiego studia Warner Bros. jest kontynuacją nagrodzonego Oscarem filmu Happy Feet: Tupot małych stóp z 2006 roku. W oryginalnej wersji dubbingu głosu do filmu użyczyli m.in. Elijah Wood, Robin Williams, piosenkarka Pink oraz Brad Pitt.
Premiera w USA odbyła się 18 listopada 2011, a w Polsce 2 grudnia, wcześniej, niż np. w Niemczech, w Wielkiej Brytanii czy we Francji.

## Krótki opis głównych wątków fabuły
W drugiej części Happy Feet Mambo i Gloria mają syna Erika, który szuka swojego przeznaczenia w świecie pingwinów. Tymczasem nad krainę pingwinów nadciąga nowe niebezpieczeństwo.

## Oryginalny dubbing
- Elijah Wood – Mumble
- Robin Williams – Lovelace / Ramón
- Pink – Gloria
- Carlos Alazraqui – Nestor
- Elizabeth Daily – Erik
- Johnny A. Sanchez – Lombardo
- Sofía Vergara – Carmen
- Brad Pitt – Will the Krill
- Matt Damon – Bill the Krill
- Magda Szubanski – Miss Viola
- Anthony LaPaglia – Boss Skua
- Hugo Weaving – Noah the Elder
- Hank Azaria – The Mighty Sven
- Elizabeth Daily – Erik
- Johnny A. Sanchez – Lombardo
- Lombardo Boyar – Raul
- Jeffrey Garcia – Rinaldo
- Richard Carter – The Beach Master, słoń morski
- Common
- Johnny Yong Bosch

## Wersja polska
Opracowanie i udźwiękowienie wersji polskiej: Film Factory Studio

Reżyseria: Agnieszka Matysiak

Tłumaczenie: Arleta Walczak

Dialogi polskie: Piotr Jachowicz

Tekst piosenki: Michał Wojnarowski

Kierownictwo muzyczne: Zdzisław Zieliński

Dźwięk i montaż: Zdzisław Zieliński

Organizacja produkcji: Agnieszka Sokół i Róża Zielińska

W wersji polskiej udział wzięli:
- Bartosz Obuchowicz – Mambo
- Sonia Bohosiewicz – Gloria (dialogi)
- Kasia Cerekwicka – Gloria (śpiew)
- Cezary Pazura – Sven
- Tomasz Kot – Will
- Wojciech Mecwaldowski – Bill
- Jarosław Boberek – Ramon
- Igor Rafiński – Eryk (dialogi)
- Tomasz Grabarczyk – Eryk (śpiew)
- Matylda Kaczmarska – Bodicea
- Stanisław Pieszak – Atticus
- Marzena Rogalska – Viola
- Piotr Grabowski – Seymour
- Grzegorz Pawlak – Nestor
- Tomasz Franciszek Piątkowski – Raul (dialogi)
- Marek Ślosarski – Lovelas (dialogi)
- Mr. Dżordż Jorgos Skolias – Lovelas (śpiew)

W pozostałych rolach:
- Piotr Bąk
- Andrzej Blumenfeld
- Wojciech Brzeziński
- Mariusz Czajka
- Maciej Gąsiorek
- Cezary Kaźmierski
- Klementyna Umer
- Kamil Król
- Robert Kuraś
- Marta Ledwoń
- Mieczysław Morański
- Ryszard Olesiński
- Joanna Pach
- Katarzyna Priwiezienew
- Filip Przybylski
- Magdalena Smalara
- Dariusz Toczek
- Karol Wróblewski
- Marta Uszko
- Ewa Czajkowska

Partie chóralne wykonał chór pod dyrekcją
Bogumiły Tarasiewicz i Bartłomieja Stankowiaka
oraz wokaliści:
Patrycja Gola, Janusz Szrom, Tomasz Steciuk, Tomasz Franciszek Piątkowski,
Katarzyna Owczarz, Dariusz Górski, Róża Zielińska